# 뤼첸탈역
뤼첸탈역(독일어: Bahnhof Lütschental)은 스위스 베른주 뤼첸탈에 위치한 철도역이다. 이 역은 베르너 오버란트 철도 노선상에 있으며, 인터라켄 오스트와 그린델발트행 열차가 운행된다.

## 운행편
2020년 12월 운행시간표 변경으로, 다음 철도 서비스는 뤼첸탈에서 정차한다:
- 레기오: 인터라켄 오스트와 그린델발트 사이 30분 간격 운행